# Endoxyla celebesa
Endoxyla celebesa is een vlinder uit de familie van de Houtboorders (Cossidae). Deze soort is voor het eerst wetenschappelijk beschreven als Zeuzera celebesa door Francis Walker in een publicatie uit 1865.
De soort komt voor in Indonesië (Sulawesi).